# Estadio Municipal Santa Lucía Cotzumalguapa
El Estadio Municipal Santa Lucía Cotzumalguapa es un recinto deportivo localizado en Santa Lucía Cotuzmalguapa en Guatemala. Es la sede oficial del equipo local del municipio.
El estadio ha acogido pocos partidos del equipo local, pues antes de su construcción se utilizaba el Estadio Ricardo Muñoz Gálvez lugar que originalmente es un hipódromo.
El estadio fue inaugurado con dos partidos iniciales; uno del equipo local contra su similar de La Gomera y otro en el que se enfrentaron los jugadores veteranos de Jaguares Cotzumalguapa y de la Selección de fútbol Guatemala. 
| 11:00 | FC Santa Lucía Cotzumalguapa | 3:1 (1:0) | CD La Gomera | Estadio Santa Lucía Cotzumalguapa, Santa Lucía Cotzumalguapa |  |
|       |                              |           |              | Asistencia: 7,500 espectadores                               |  |

| 13:00 | Veteranos Jaguares Cotzumalguapa | 0:12 (0:6) | Veteranos Guatemala | Estadio Santa Lucía Cotzumalguapa, Ciudad de Guatemala |  |
|       |                                  |            |                     | Asistencia: 7,250 espectadores                         |  |

- Datos: Q20024484